# Tomas Žilinskas
Tomas Žilinskas (ur. 27 czerwca 1977 w Wilnie) – litewski policjant i urzędnik państwowy, w 2016 minister spraw wewnętrznych.

## Życiorys
W 1995 ukończył szkołę średnią nr 39 w Wilnie, a w 1997 stołeczną szkołę policyjną prowadzoną przez Ministerstwo Spraw Wewnętrznych. W 2002 został absolwentem historii na Uniwersytecie Wileńskim, w 2013 uzyskał magisterium z zakresu prawa i zarządzania na Uniwersytecie Michała Römera.
Od 1996 zawodowo związany z litewską policją. W 2003 przeszedł do pracy w MSW, gdzie do 2006 był zastępcą dyrektora departamentu współpracy międzynarodowej i spraw europejskich. Następnie do 2009 pracował jako attaché w stałym przedstawicielstwie Litwy przy Unii Europejskiej. W 2009 pełnił funkcję doradcy komendanta głównego policji, po czym w tym samym roku objął stanowisko dyrektora departamentu ds. bezpieczeństwa w MSW.
14 kwietnia 2016 powołany na urząd ministra spraw wewnętrznych w rządzie Algirdasa Butkevičiusa. Zakończył pełnienie tej funkcji 13 grudnia 2016.